# Gilles Balbastre
Pour les personnes ayant le même patronyme, voir Balbastre.
 (janvier 2024).
Si vous disposez d'ouvrages ou d'articles de référence ou si vous connaissez des sites web de qualité traitant du thème abordé ici, merci de compléter l'article en donnant les références utiles à sa vérifiabilité et en les liant à la section « Notes et références ».
Gilles Balbastre est un journaliste français, qui a travaillé à France 2, FR3, M6, en tant que pigiste.
Il a suivi une formation de journaliste reporter d'images et est l'auteur de plusieurs documentaires diffusés sur France 5.

## Carrière
Gilles Balbastre exerce à partir de 1987 et durant une dizaine d'années le métier de journaliste à France 3, M6, France 2. 
À partir des années 2000, il se tourne vers la réalisation de documentaires comme Le chômage a une histoire diffusé sur France 5. En 2003, son documentaire Moulinex, la mécanique du pire (France 5). En 2006, il conçoit pour France 5 une nouvelle série de trois documentaires sur la privatisation des services publics et ses enjeux, dont un documentaire EDF, les apprentis sorciers qu'il réalise lui-même.
En 2008, il réalise Fortunes et infortunes des familles du Nord (France 5), un documentaire traitant de la mainmise des grandes familles industrielles sur les villes et les ouvriers de Roubaix et Tourcoing.
Il est le co-réalisateur du documentaire Les Nouveaux Chiens de garde sorti au cinéma en 2012 . En 2013, France 5 diffuse son dernier documentaire pour la télévision, Salariés, sans frontières.
Gilles Balbastre est durant les années 2000 collabore avec le journal satirique PLPL et directeur de la publication de son successeur Le Plan B. Il collabore régulièrement au mensuel Le Monde diplomatique.
En 2013, Gilles Balbastre réalise Cas d’école et Vérités et mensonges sur la SNCF pour la plateforme Nada-info.
En 2018, il réalise un documentaire abordant le sujet  de l’énergie en partenariat avec la Fédération nationale des mines et de l'énergie CGT (FNME-CGT) et l'émission de France Inter Là-bas si j'y suis, devenue média en ligne en 2014.

## Documentaires
- 1997 : La saga des Massey-Ferguson[7].
- 2001 : Le chômage a une histoire, (une histoire du chômage en France de 1967 à 2001), 52 min, production Point du jour[8],[9].
- 2003 : Moulinex, la mécanique du pire, 52 min, production Point du jour[10].
- 2006 : EDF, les apprentis sorciers, 51 min, production Point du jour[11],[12] (troisième opus d'une série de trois films documentaires conçue par Gilles Balbastre, avec La Poste, un drôle de pli, de Marie-Pierre Jaury[13], et SNCF, une erreur d'aiguillage, d'Atisso Médessou).
- 2008 : Fortunes et Infortunes des familles du Nord, 51 min, production Point du jour[14].
- 2012 : Salariés sans frontières, 55 min, production Jem.
- 2014 : Cas d'école, 55 min, production Nada-Info.
- 2015 :  Vérités et Mensonges sur la SNCF, 52 min, production Comité d'entreprise régional SNCF Nord-Pas-de-Calais et Émergences.
- 2016 : Transport de marchandises : changeons d'ère !, 56 min, production Comité d'entreprise Fret SNCF et Emergences.

## Longs-métrages
- 2012 : Les Nouveaux Chiens de garde[15],[16],[17]

## Ouvrages
- Journalistes au quotidien (sous la direction d'Alain Accardo), éd. Le Mascaret, Bordeaux, 1995.  (ISBN 2-904506-34-9)
- Journalistes précaires (sous la direction d'Alain Accardo), éd. Le Mascaret, Bordeaux, 1998.  (ISBN 2-904506-36-5)
- Journalistes précaires, journalistes au quotidien, (sous la direction d'Alain Accardo), Agone, Marseille, 2007.  (ISBN 978-2-7489-0064-4)